# Delta (Luisiana)
Delta es una villa ubicada en la parroquia de Madison en el estado estadounidense de Luisiana. En el Censo de 2010 tenía una población de 284 habitantes y una densidad poblacional de 26,96 personas por km².

## Geografía
Delta se encuentra ubicada en las coordenadas 32°19′19″N 90°57′29″O / 32.32194, -90.95806. Según la Oficina del Censo de los Estados Unidos, Delta tiene una superficie total de 10,54 km², de la cual 10,1 km² corresponden a tierra firme y (4,13%) 0,44 km² es agua.

## Demografía
Según el censo de 2010, había 284 personas residiendo en Delta. La densidad de población era de 26,96 hab./km². De los 284 habitantes, Delta estaba compuesto por el 88,73% blancos, el 9,51% eran afroamericanos, el 0,35% eran amerindios y el 1,41% pertenecían a dos o más razas. Del total de la población el 3,17% eran hispanos o latinos de cualquier raza.